# Gooik-Geraardsbergen-Gooik
Gooik-Geraardsbergen-Gooik was een eendaagse wielerwedstrijd voor vrouwen die tussen 2011 en 2018 jaarlijks werd georganiseerd. De wedstrijd in de UCI 1.1-categorie werd doorgaans eind mei verreden tussen Gooik en Geraardsbergen in het Pajottenland. Marianne Vos won drie van de acht edities en is daarmee recordhoudster. In 2019 stond de wedstrijd wel op de kalender, maar werd geannuleerd vanwege het lage aantal ingeschreven ploegen. Vanwege de coronapandemie keerde de wedstrijd ook in 2020 niet terug op de kalender.

## Erepodium
| Jaar | Winnares         | Tweede              | Derde                     |
| ---- | ---------------- | ------------------- | ------------------------- |
| 2011 | Marianne Vos     | Marieke van Wanroij | Amy Pieters               |
| 2012 | Liesbet De Vocht | Sharon Laws         | Elisa Longo Borghini      |
| 2013 | Emma Johansson   | Maaike Polspoel     | Iris Slappendel           |
| 2014 | Marianne Vos     | Emma Johansson      | Elisa Longo Borghini      |
| 2015 | Gracie Elvin     | Ellen van Dijk      | Mayuko Hagiwara           |
| 2016 | Gracie Elvin     | Lotte Kopecky       | Elise Delzenne            |
| 2017 | Marianne Vos     | Ellen van Dijk      | Maria Giulia Confalonieri |
| 2018 | Sarah Roy        | Gracie Elvin        | Elisa Balsamo             |

### Meervoudige winnaars
| Overwinningen | Renner       | Land      | Jaren              |
| ------------- | ------------ | --------- | ------------------ |
| 3             | Marianne Vos | Nederland | 2011 + 2014 + 2017 |
| 2             | Gracie Elvin | Australië | 2015 + 2016        |

### Overwinningen per land
| Overwinningen | Land                 |
| ------------- | -------------------- |
| 3             | Nederland, Australië |
| 1             | België, Zweden       |